# Epsilon Eridani
Coordenadas:  03h 32m 55.8442s, −09° 27′ 29.744″

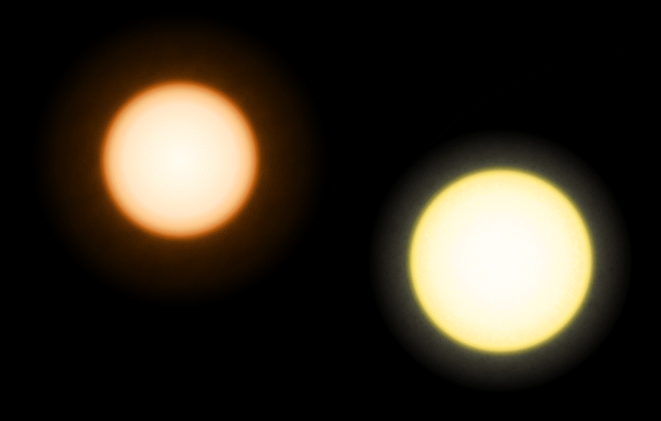
Comparação entre Epsilon Eridani (a Esquerda) e o Sol (a direita)

Epsilon Eridani também designada como Ran,, é uma estrela da sequência principal de classe espectral K2. Apenas 10,5 anos-luz de distância, é a estrela mais próxima da constelação Eridanus, bem como um dos sistemas estelares mais próximos visível a olho nu. Sua idade é estimada em menos de um bilhão de anos. Devido à sua relativa juventude, Epsilon Eridani tem um maior nível de atividade magnética do que o Sol, com um vento estelar 30 vezes mais forte. Seu período de rotação é relativamente rápida 11,2 dias, embora isso varie de acordo com a latitude. Epsilon Eridani é menor e menos maciça que o Sol, com um menor enriquecimento de elementos além de hidrogênio e hélio.